# Mirjam Kristensen

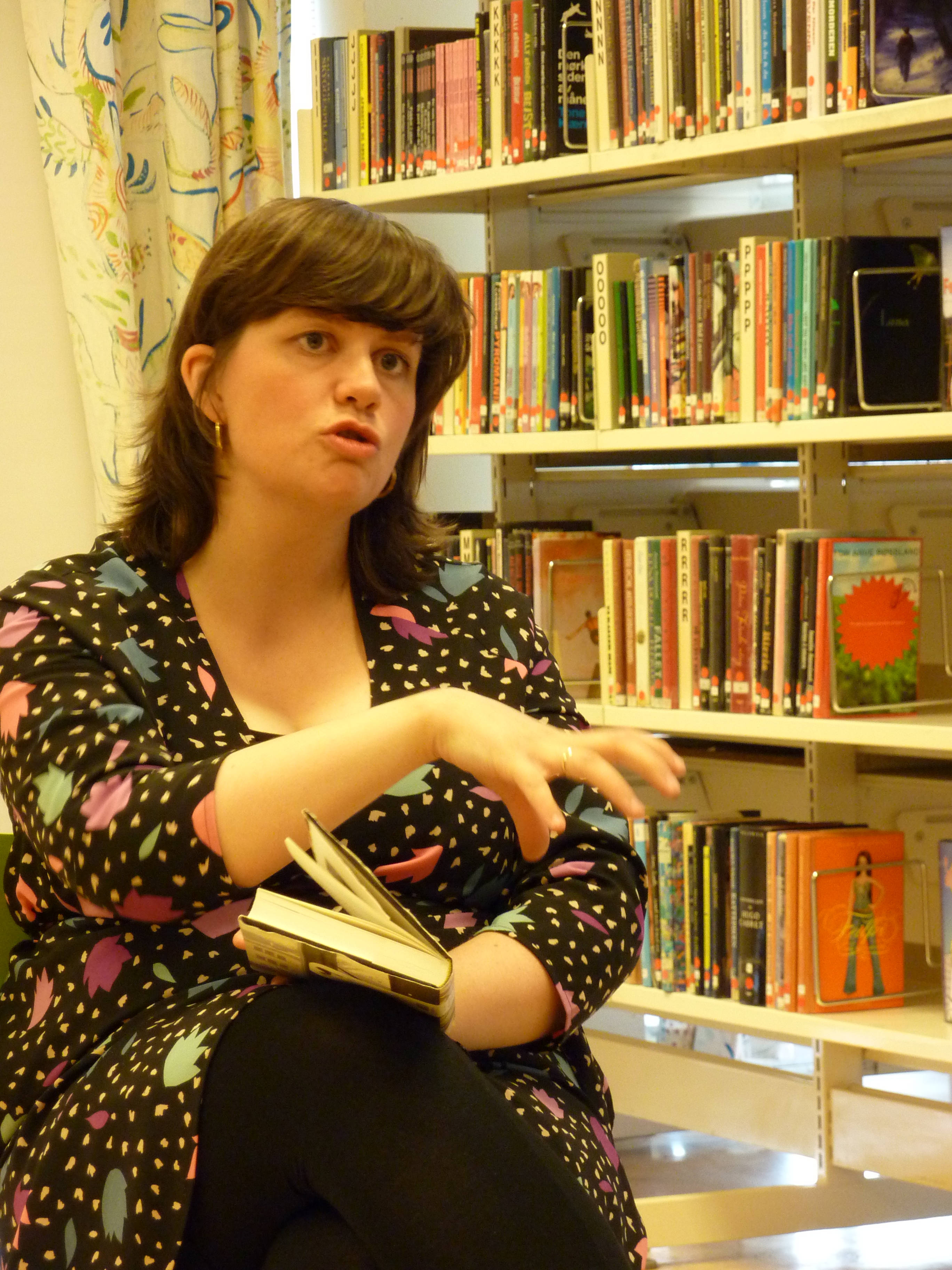
Mirjam Kristensen.

Mirjam Kristensen, född 17 maj 1978 i Lyngdal, är en norsk författare.
Hon debuterade med romanen Dagene er gjennomsiktige (2000, Tarjei Vesaas debutantpris), följd av De som er ute i regnværet (2001). Båda romanerna förmedlas genom en liten flickas röst, och är präglade av Kristensens språkliga utforskande. I romanen En ettermiddag om høsten (2006) är händelseförloppet flyttat från barndomens svåra värld till storstaden New York och ett märkligt försvinnande som aldrig får någon lösning – åtminstone inte på ytan. Et rikt liv (2009) är en roman som bland annat fokuserar på ensamhetskänsla och brist på tillhörighet.
Faktaboken Etter freden. Barn av konsentrasjonsleirfanger forteller kom ut 2009.

## Litterära utmärkelser
- 2001 – Tarjei Vesaas debutantpris
- 2002 – Sørlandets litteraturpris
- 2007 – Bjørnsonstipendet
- 2010 – Amalie Skram-prisen